# Glittertind (banda)
Glittertind es una banda noruega de folk-rock indie, inició en 2001 como un proyecto individual de Torbjørn Sandvik. En 2010, la banda contaba con su alineación completa, con Sandvik en la voz y guitarra rítmica, Geirmund Simonsen en el acordeón, guitarras rítmicas, programación, Stefan Theofilakis en flautas, Geir Holm en batería, Olav Aasbø en la guitarra líder, y Bjørn Nordstoga en el bajo.

## Biografía
Glittertind comenzó como un proyecto personal cuando Torbjørn Sandvik lanzó Evige Asatro (2004) y Til Dovre Faller (2005) bajo el sello holandés Karmageddon Media. Los discos están inspirados en narrativas históricas y totalmente antirreligiosas, la música mezcla elementos del punk, heavy metal y el folk. En 2008, Geirmund Simonsen se convirtió en parte del proyecto. Simonsen tenía antecedentes como organista de iglesia, productor y compositor para teatro, cine y televisión, que era muy diferente al de Sandvik, formado principalmente por bandas de punk y metal. Juntos pensaron que esto podría resultar en algo único. En 2009 lanzaron el álbum Landkjenning (2009) en Napalm Records (Universal Germany).
En 2010, Glittertind logró su alineación completa, en 2013  lanzó Djevelsvart, su primer disco bajo un sello noruego (Indie Recordings). El álbum se inspiró en escritores del siglo XIX que escribieron algo sobre lo que significa ser un hombre moderno. Durante el trabajo con el álbum, la novia de Torbjørn contrajo un cáncer que amenazaba su vida, y encontró un gran consuelo al sentir una sensación de desesperación común con estos escritores del siglo XIX. También la pérdida colectiva de significado e inocencia en Noruega después de los ataques terroristas del 22 de julio influyó en el álbum. La canción "Sprekk for sol" (Burst by Sun) estaba dedicada a una de las víctimas de Utøya, Torjus Jakobsen Blattmann, y su compromiso contra las ideologías de odio. Con su disco, la banda esperaba comunicar que las personas no están tan solas en su sufrimiento como a veces piensan.
Djevelsvart recibió excelentes críticas por parte de la prensa noruega. El equivalente noruego de BBC Radio 1, NRK P1, incluyó el sencillo "Kvilelaus" y la banda tuvo su debut televisivo. Posteriormente, Glittertind encabezó la lista de álbumes de iTunes de Noruega durante varios días. El disco también recibió excelentes críticas de la prensa de rock británica. Kerrang! dio 4/5 K! y describió a Djevelsvart como "Una verdadera rareza de folk-rock; estridentemente progresivo, sorprendentemente singular".
Blåne for blåne está inspirado en 1945 cuando llegó la paz hace 70 años. La guerra mostró al hombre desde sus lados más destructivos y despiadados. Pero con estas fuerzas oscuras surgió una fuerte contrafuerza y valores como la libertad, la justicia social, la tolerancia y la solidaridad se hicieron más evidentes que nunca para las personas. Estas fuerzas contribuyeron a la reconstrucción de Europa y dieron origen a sus estados de bienestar. La capacidad que tenía la generación de la guerra para crear un nuevo significado después de los traumas y la pérdida de significado ha inspirado el trabajo con Blåne para blåne.
Su primer sencillo de radio, "Høyr min song (Til Fridomen)" ("Hear My Song (To Freedom)", fue lanzado el 9 de enero y NRK P1.

## Miembros
- Torbjørn Sandvik - Voz, bajo, guitarra, batería, teclados
- Geirmund Simonsen - Guitarras, bajo, batería, acordeón, órgano
- Stefan Theofilakis - Flautas, silbato bajo, voz
- Bjørn Nordstoga - Bajo
- Olav Aasbø - Guitarra, voz
- Geir Holm - Batería, percusión

## Discografía

### Álbumes de estudio
- 2004: "Evige Asatro" (Karmageddon Media)[2]
- 2005: "Til Dovre Faller" (Karmageddon Media)[3]
- 2009: "Landkjenning" (Napalm Records)[4]
- 2013: "Djevelsvart" (Indie Recordings)[5]
- 2015: "Blåne for Blåne" (Indie Recordings)[5]
- 2017: "Himmelfall" (?)[6]

### Recopilaciones
- Mellom Bakkar Og Berg (Ultima Thule Records, 2002) CD[7]
- Evige Asatro (Ultima Thule Records, 2003) CD[8]
- Carolus Rex 5 (Última Thule Records, 2001) CD[9]
- Carolus Rex 6 (Última Thule Records, 2002) CD[10]
- Carolus Rex 7 (Última Thule Records, 2004) CD[11]
- Nada arde como Napalm Vol II (Napalm Records) CD de 2009
- Fear Candy 68 (Terrorizer) 2009 CD[12]
- Martillo de metal No. 193: Battle Metal VIII (Metal Hammer) CD de 2009[13]
- Revista Suecia Rock No. 62 (Sweden Rock Magazine) CD de 2009
- carnicería navideña vol. 1 (Indie Recordings) 2013 CD[14]